# Lijst van gemeenten in Manisa
Onderstaande lijst bevat alle gemeenten (2000) in de Turkse provincie Manisa.
| District   | Gemeente        |
| ---------- | --------------- |
| Ahmetli    | Ahmetli         |
| Ahmetli    | Gökkaya         |
| Akhisar    | Akhisar         |
| Akhisar    | Akselendi       |
| Akhisar    | Ballıca         |
| Akhisar    | Beyoba          |
| Akhisar    | Dağdere         |
| Akhisar    | Kayalıoğlu      |
| Akhisar    | Mecidiye        |
| Akhisar    | Medar           |
| Akhisar    | Süleymanlı      |
| Akhisar    | Zeytinliova     |
| Alaşehir   | Alaşehir        |
| Alaşehir   | Kavaklıdere     |
| Alaşehir   | Kemaliye        |
| Alaşehir   | Killik          |
| Alaşehir   | Piyadeler       |
| Alaşehir   | Uluderbent      |
| Alaşehir   | Yeşilyurt       |
| Demirci    | Borlu           |
| Demirci    | Demirci         |
| Demirci    | Durhasan        |
| Demirci    | İcikler         |
| Demirci    | Mahmutlar       |
| Gölmarmara | Gölmarmara      |
| Gördes     | Çiçekli         |
| Gördes     | Gördes          |
| Gördes     | Güneşli         |
| Gördes     | Kayacık         |
| Kırkağaç   | Bakır           |
| Kırkağaç   | Gelenbe         |
| Kırkağaç   | İlyaslar        |
| Kırkağaç   | Karakurt        |
| Kırkağaç   | Kırkağaç        |
| Köprübaşı  | Köprübaşı       |
| Kula       | Gökçeören       |
| Kula       | Kula            |
| Kula       | Sandal          |
| Manisa     | Aşağıçobanisa   |
| Manisa     | Hacıhaliller    |
| Manisa     | Hamzabeyli      |
| Manisa     | Karaağaçlı      |
| Manisa     | Karaoğlanlı     |
| Manisa     | Manisa          |
| Manisa     | Muradiye        |
| Manisa     | Sancaklıbozköy  |
| Manisa     | Sancaklıiğdecik |
| Manisa     | Selimşahlar     |
| Manisa     | Üçpınar         |
| Manisa     | Yağcılar        |
| Manisa     | Yeniköy         |
| Salihli    | Adala           |
| Salihli    | Durasıllı       |
| Salihli    | Gökeyüp         |
| Salihli    | Mersinli        |
| Salihli    | Poyrazdamları   |
| Salihli    | Salihli         |
| Salihli    | Sart            |
| Salihli    | Taytan          |
| Salihli    | Yılmaz          |
| Sarıgöl    | Sarıgöl         |
| Saruhanlı  | Alibeyli        |
| Saruhanlı  | Büyükbelen      |
| Saruhanlı  | Dilek           |
| Saruhanlı  | Gökçe           |
| Saruhanlı  | Gümülceli       |
| Saruhanlı  | Hacırahmanlı    |
| Saruhanlı  | Halitpaşa       |
| Saruhanlı  | İshakçelebi     |
| Saruhanlı  | Koldere         |
| Saruhanlı  | Kumkuyucak      |
| Saruhanlı  | Mütevelli       |
| Saruhanlı  | Nuriye          |
| Saruhanlı  | Paşaköy         |
| Saruhanlı  | Saruhanlı       |
| Selendi    | Selendi         |
| Soma       | Avdan           |
| Soma       | Cenkyeri        |
| Soma       | Soma            |
| Soma       | Turgutalp       |
| Soma       | Yağcılı         |
| Turgutlu   | Derbent         |
| Turgutlu   | Turgutlu        |
| Turgutlu   | Urganlı         |